# Audio Stream Input/Output
Pour les articles homonymes, voir Asio.
L'Audio Stream Input Output (ASIO, entrée et sortie des signaux audio) est un protocole permettant de faibles latences pour les équipements audio numériques. Il a été défini par Steinberg Media Technologies.
L'Asio apporte une interface entre l'application et la carte son, amenant ainsi la solution nécessaire aux musiciens et aux ingénieurs du son, car la solution DirectSound de Microsoft est simplement conçue pour une entrée et une sortie stéréo. De plus, l'Asio permet d'accéder indépendamment à de multiples entrées/sorties audio, permettant également leur synchronisation, ce qui n'est pas permis avec DirectSound. Cela permet aux studios d'enregistrement de réaliser leurs enregistrements par une solution logicielle, plutôt que par un coûteux matériel externe.
Son intérêt principal est de contourner la grande latence des kernels de mixage du système d'exploitation, et de permettre ainsi une communication directe, et à grande vitesse avec le matériel audio.